# Rugby op de Olympische Zomerspelen 1920

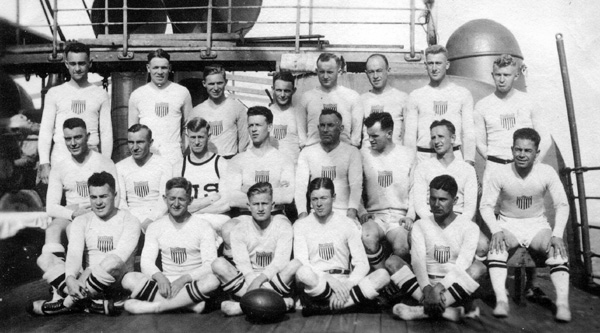
Rugbyteam van de Verenigde Station op de Olympische Zomerspelen van 1920

Rugby is een van de sporten die beoefend werden tijdens de Olympische Zomerspelen 1920 in Antwerpen.
Aan het toernooi namen twee teams deel, Frankrijk en de Verenigde Staten.

## Uitslag
| 5 september | Verenigde Staten | - | Frankrijk | 8 - 0 |

## Eindrangschikking
| rang   | sporters | land |
| ------ | --- | ---- |
| Goud   | Daniel Carroll Charles Doe George Fish James Fitzpatrick Joseph Hunter Morris Kirksey Charles Mehan John Muldoon John O'Neil John Patrick Cornelius Righter Rudolph Scholz Dink Templeton Charles Lee Tilden Heaton Wrenn Colby Slater      | USA  |
| Zilver | Edouard Bader Raymond Berrurier François Bordes Adolphe Bousquet André Chilo René Crabos Curtet Alfred Eluère Jacques Forestier Grenet Maurice Labeyrie Constant Lamaignière Robert Levasseur Eugène Soulié Raoul Thiercelin Robert Thierry | FRA  |

Parijs 1900 · 
Londen 1908 · 
Antwerpen 1920 · 
Parijs 1924 · 
Rio de Janeiro 2016 · 
Tokio 2020 · 
Parijs 2024 · 
Los Angeles 2028 
olympische medaillewinnaars
Atletiek · Boksen · Boogschieten · Gewichtheffen · Hockey · Kunstrijden · Kunstwedstrijden · Moderne vijfkamp · Paardensport · Polo · Roeien · Rugby · Schermen · Schietsport · Schoonspringen · Tennis · Touwtrekken · Turnen · Voetbal · Waterpolo · Wielersport · Worstelen · IJshockey · Zeilen · Zwemmen